# 盖斯 (意大利)
盖斯（義大利語：Gais），是意大利北部波尔扎诺自治省的一个市镇，位于其省会波尔查诺的东北方约60公里处。ISTAT代码为021034。

## 地理
于2010年11月30日的人口总计为3,162 人，人口密度52.4人/平方公里，总面积60.3平方公里。